# Ricardo Armendáriz
Ricardo Bocha Armendáriz (Babahoyo, Provincia de Los Ríos, Ecuador, 26 de marzo de 1954) es un exfutbolista ecuatoriano. Jugaba de volante de enganche y su primer equipo fue Emelec.

## Trayectoria
Su carrera empezó cuando jugaba con un grupo de amigos de colegio en torneos interbarriales y fue fichado por un club amateur llamado Huracán. 
Luego pasó a Emelec de Guayaquil en 1973. Ahí debutó en el Torneo Renovación que tenía como objetivo sacar nuevas figuras del fútbol y también servía como preparación para el campeonato. Tuvo un buen desempeño e inmediatamente fue subido al primer plantel. Con el equipo guayaquileño fue campeón en 1979. 
En 1980 pasó a la Liga de Quito y jugó hasta 1982 con ese equipo. Esa temporada fue elegido como el Mejor Jugador del Año. En 1983 fue contratado por el Barcelona Sporting Club y finalmente, a los 31 años de edad, cerró su carrera en 1985 jugando para el Aucas de Quito.
Después de su retiro se dedicó a ser DT de divisiones menores, aunque en algunas ocasiones también dirigió en Primera.

## Selección nacional

### Participaciones internacionales
- Eliminatorias al Mundial España 1982.

## Clubes
| Club          | País    | Año       |
| ------------- | ------- | --------- |
| Emelec        | Ecuador | 1973-1979 |
| Liga de Quito | Ecuador | 1980-1982 |
| Barcelona     | Ecuador | 1983-1984 |
| Aucas         | Ecuador | 1985      |

## Palmarés

### Campeonatos nacionales
| Título             | Club   | País    | Año  |
| ------------------ | ------ | ------- | ---- |
| Serie A de Ecuador | Emelec | Ecuador | 1979 |

### Distinciones individuales
| Distinción                             | Año  |
| -------------------------------------- | ---- |
| Mejor Jugador de la Serie A de Ecuador | 1981 |

- Datos: Q6107998